# タイガース (お笑いトリオ)
タイガースは、かつて吉本興業に所属していた日本のお笑いトリオ。元ミャンマー住みます芸人。

## メンバー
阿部 直也（あべ なおや、1989年3月9日（36歳） - ）
リーダー担当。
大阪府大阪市出身。身長170 cm、体重68 kg。血液型はA型。
趣味はサッカー（セレッソ大阪ファン歴10年）・野球（阪神タイガースファン）観戦。特技はセレッソの応援歌を歌えること、中学生野球部の野次ものまね。
かつては同期の濱口洋輔（現在は引退）とコンビ「笑鷺」を組み、解散後は2期後輩で現在ピン芸人であるウキウキゆうきっ!とコンビ「ピケ」として活動していた。ピケ時代には日本テレビ『ダウンタウンのガキの使いやあらへんで!』のコーナー・山-1グランプリ2017へ出演し、結成半年にして優勝を成し遂げている。
解散後、田畑勇一（元田畑藤本）と「とらふぐ」を結成。M-1グランプリ2022では準々決勝まで進出した。

遠藤 逸人（えんどう はやと、1989年3月9日（36歳） - ）
千葉県佐倉市出身。身長178 cm、体重56 kg。血液型はB型。
趣味はゲーム、パチスロ・パチンコ、釣り、音楽フェス。特技はベースギター、バルーンアート、小道具作り、動物あるある、エアコンの分解・清掃。

今夜 すぐ起きる（こんや すぐおきる、本名：加藤 寛大空〈かとう おおぞら〉1984年11月28日（40歳） - ）
宮崎県宮崎市出身。身長161 cm、体重98 kg。血液型はA型。
趣味はマンガ（江口寿史、浅野いにお、松本大洋）、アニメ（シュタインズゲート、けいおん!、リーキング）、ロックンロール（ラモーンズ、ミッシェル、ハイロウズ）、ギター（コード弾き）。特技は一発ギャグが無限にできること。
ミャンマーでは水かけ祭りの時期に長い旧正月が設けられ、その時にミャンマー人は出家するという習わしがある。それに倣って出家している。

## 来歴
NSC東京校13期出身によるトリオ。吉本のプロジェクトとして、アジア各国と日本の架け橋となるため芸人が現地へ居住する「住みますアジア芸人」への募集をきっかけに現在のトリオを結成。トリオ名は3人とも阪神タイガースファンであることに由来。
2020年3月末、ミャンマーでの新型コロナウイルス感染拡大の影響によって帰国。阿部曰く当時は1ヶ月ほどでミャンマーへ戻れるだろうと思っていたがその間にクーデターが発生したため、こんなにも長く日本にいることになるとは思いもしなかったという。2021年11月に解散を発表、ミャンマー住みます芸人もそれに伴い退任した（厳密には阿部のみ脱退しており、ピン芸人となった遠藤と今夜は継続）。

## 芸風
漫才とコント両方を演じる。

## 出演
- ダウンタウンのガキの使いやあらへんで!（日本テレビ）阿部のみ ※ピケ時代
- フット&霜降りの爆笑ネタ祭り!（テレビ東京）[14]
- 水曜日のダウンタウン（TBSテレビ）遠藤のみ、リモート出演[15]